# Leben und Tod des Kenneth Glöckler
Leben und Tod des Kenneth Glöckler ist ein Disstrack des deutschen Rappers Bushido gegen den Rapper Prince Kay One. Er wurde am 22. November 2013 auf YouTube als Musikvideo veröffentlicht.

## Hintergrund
Kay One stand zwischen 2007 und 2012 bei Bushidos Plattenfirma ersguterjunge unter Vertrag. In dieser Zeit veröffentlichte Kay One seine ersten beiden Solo-Alben Kenneth allein zu Haus und Prince of Belvedair sowie das gemeinsam mit Bushido und Fler aufgenommene Berlins Most Wanted. Gleichzeitig begleitete er Bushido mehrfach als Backup-Rapper auf Tournee. Im April 2012 trennten sich die Wege von Bushido und Kay One. Von Stuttgart aus kündigte Kay One den Vertrag mit ersguterjunge. Als Auslöser für den Bruch beider Parteien wurde in Rapmedien zunächst eine vorausgehende Sperrung mehrerer Kay-One-Videos auf Bushidos YouTube-Kanal ausgemacht. Bushido hatte sich zudem im April 2012 die Markenrechte an Kay Ones Künstlernamen sichern wollen, weswegen Kay One seine nachfolgenden Veröffentlichungen unter dem Pseudonym „Prince Kay One“ veröffentlichte.
Am 1. August 2013 veröffentlichte Kay One den Song Nichts als die Wahrheit, in welchem er Stellung zu seiner Trennung von Bushido und ersguterjunge nahm. Als gleichzeitig in den Medien, insbesondere dem Stern, Bushidos Verwicklung mit dem Abou-Chaker-Clan kritisch diskutiert wurde, äußerte sich Kay One sowohl in der Printausgabe des Magazins als auch in der am 9. Oktober 2013 ausgestrahlten Ausgabe der RTL-Sendung Stern TV, indem er den Vorwurf, die Abou-Chaker-Großfamilie weise mafiöse Strukturen auf, bekräftigte und Bushido als deren Sklaven bezeichnete. Darüber nahm Kay One in Anspruch, jahrelang Bushidos Texte geschrieben zu haben. Da Kay One gleichzeitig vor Gericht gegen die Berliner Großfamilie aussagen sollte, wurde er vom Landeskriminalamt Berlin in Personenschutz genommen.
Ende Oktober 2013 kündigte Bushido, der Kay One bereits zuvor auf seiner medial kontrovers diskutierten Strophe des anschließend indizierten Shindy-Liedes Stress ohne Grund verbal angegriffen hatte, über die sozialen Netzwerke Twitter und Instagram einen über neunminütigen Disstrack an. Der Disstrack erschien schließlich am 22. November 2013 als Musikvideo auf YouTube und erreichte bereits nach sieben Stunden die Marke von einer Million Klicks.

## Inhalt
Leben und Tod des Kenneth Glöckler spiegelt Kay Ones Karriere aus Bushidos Sichtweise sowie das Verhältnis zwischen den beiden Künstlern wider. Bushido wirft Kay One illoyales Verhalten gegenüber ihm sowie seinen musikalischen Wegbegleitern Eko Fresh, dem damaligen Royal-Bunker-Chef Marcus Staiger, sowie seiner ehemaligen Rap-Gruppe Chablife und insbesondere deren Mitglied Jaysus vor. Bushido behauptet unter anderem, dass Kay One seine alten Kameraden im Stich gelassen habe, um viel Geld zu verdienen.
Ebenso thematisiert werden Kay Ones Vermögensverhältnisse während seiner Zeit bei dessen vormaligen Label ersguterjunge. Nach Bushidos Darstellung habe Kay One „wie ein König gelebt“ und mindestens 400.000 Euro mit seinem Album Prince of Belvedair verdient, jedoch dem an dem Album mitwirkenden Rapper Shindy, welchen Bushido als Kay Ones Ghostwriter ausmacht, nichts davon abgegeben. Auch Kay Ones Verhältnis zu Arafat Abou-Chaker (der sich im Video selbst spielt) und dessen Familienmitgliedern ist ein zentrales Thema des Titels.
Kay One wird eine angebliche Affäre mit der transgeschlechtlichen Entertainerin Lorielle London vorgeworfen, zudem beinhaltet der Text die Anschuldigung, er habe eine Sängerin der Band Bisou vergewaltigt. Neben Kay One werden auch dessen Stiefvater sowie der Sänger Emory und der deutsch-italienische Entertainer Cosimo Citiolo gedisst.

## Produktion
Die Musik stammt von den Produzenten Beatzarre, Djorkaeff, Young Piano und Bushido. Der Song beinhaltet ein Sample aus dem Lied Dimmu Borgir der norwegischen Metal-Band Dimmu Borgir.

## Musikvideo
Das Musikvideo hatte am 22. November 2013 Premiere. Es weist eine Spieldauer von 11:24 Minuten auf, wobei das eigentliche Lied nur eine Länge von 9:57 Minuten hat. Die Produktion des Videos übernahm die Kölner Videoproduktionsfirma StreetCinema.
Am Anfang wird gezeigt, wie ein türkischer Darsteller, der Kay One spielt, ein Zimmer mit einer Prostituierten betritt. Diese schaltet den Fernsehbildschirm an, auf dem Bushido zu sehen ist. Kurze Zeit später kommen zwei Männer durch die Tür herein und schlagen Kay One nieder, betäuben und entführen ihn. Dann beginnt Bushido seinen Rap vorzutragen. Im Hintergrund sind eine reine weiße Fläche oder brennende, hölzerne Statuen auf einem Schrottplatz zu sehen. Es werden Ausschnitte aus Musikvideos oder anderen Videos gezeigt. Dadurch sind im Video neben Bushido und Kay One weitere Rap-Persönlichkeiten zu sehen. Das Video endet damit, dass das Kay-One-Double mehrmals mit einer Bild-Zeitung fotografiert wird und abschließend seine Erschießung angedeutet wird.
Das Video ist (Stand August 2024) nicht mehr auf Bushidos Youtube-Kanal aufrufbar.

## Rezeption

### Kritik
Die Online-Redaktion des Vice-Magazins, die im selben Jahr das Bushido- und Shindy-Lied Stress ohne Grund stark kritisiert hatte, lobte den Text des Liedes, der „stringent, verständlich und nachvollziehbar“ erzählt sei und urteilte: „Natürlich ist dies eine sehr einseitige Darstellung, aber egal wie man zu Bushido steht, Kay One kommt als das größte Arschloch der Welt rüber.“ In Bezug auf das vermeintliche Ziel des Künstlers, den Adressaten des Disstracks zu „zerstören“, mutmaßte die Vice allerdings, dass dies „als Rapper“ zwar gelungen sein möge, Kay One und der ihn anstellende Sender RTL Television aber insgesamt von der Aufmerksamkeit durch das Lied trotzdem profitieren würden.
Die Welt bezeichnete das eigentliche Lied als „episch“ und bescheinigte Bushido „unter raptechnischen Aspekten“ eine „für seine Verhältnisse ungewöhnlich gute Qualität“, stellte jedoch die Skandaltauglichkeit des Liedes in Frage. Die filmische Hinrichtung eines Kontrahenten sei in der Hip-Hop-Szene nichts Ungewöhnliches, meinte Der Tagesspiegel. Die Website 16bars.de stellte Leben und Tod des Kenneth Glöckler in eine Reihe mit anderen deutschen Disstracks wie Das Urteil (Kool Savas), Die Abrechnung (Eko Fresh), Samy De Bitch (Azad) oder Fanpost (Kollegah). Das E-Zine laut.de vermerkte derweil, dass das Lied „nicht unbedingt neue Enthüllungen ans Tageslicht“ bringe.
Nach der Veröffentlichung des zehnminütigen Vorabvideos, in dem der Diss angekündigt wurde, „übergab“ die Bildzeitung am 15. November 2013 Bushido einen fiktiven Preis für das „stinklangweiligste Pöbel-Video“.

### Reaktion von Kay One
Wenige Stunden nach der Veröffentlichung des Disstracks äußerte sich Kay One über Facebook zu Leben und Tod des Kenneth Glöckler. Er bezeichnete Bushido als „Hassprediger“ und bezichtigte ihn der Lüge. Er kündigte auch an, sich künftig nicht mehr zu der Thematik äußern zu wollen, was er jedoch ein Jahr später mit Veröffentlichung eines neuen Disstracks Tag des Jüngsten Gerichts doch tat.

### Reaktionen anderer Künstler
Die in dem Lied erwähnten Künstler Eko Fresh, Jaysus und das ehemalige Overground-Mitglied Akay Kayed bestätigten ebenso wie Marcus Staiger Bushidos in dem Song getätigte Aussagen. Die Rapper Sido, Sinan-G, JokA, Bass Sultan Hengzt, MoTrip, Elmo, Jalil und Basti von Trailerpark äußerten sich positiv über das Lied. Im Rahmen eines beim Mile of Style-Festival 2013 aufgenommenen Berichts der Website 16bars.de bezeichnete der Rapper Weekend, der gleichzeitig angab sonst „echt kein Bushido-Fan“ zu sein, Leben und Tod des Kenneth Glöckler als Highlight des Jahres 2013. Auch King Orgasmus One befand das Lied in diesem Rahmen als positiv.
An einer Stelle des Disstracks behauptet Bushido, Kay One habe Oralverkehr mit der transgeschlechtlichen Entertainerin Lorielle London gehabt. Bild.de fragte diesbezüglich nach und London antwortete: „Das ist absoluter Quatsch, ich habe den damals nur einmal auf dem Roten Teppich gesehen. Das ist ein schlechter Scherz.“